# Хайнау
Хайнау (нем. Hainau) — община в Германии, в земле Рейнланд-Пфальц. 
Входит в состав района Рейн-Лан. Подчиняется управлению Наштеттен.  Население составляет 182 человека (на 31 декабря 2010 года). Занимает площадь 3,31 км².